# Gran Creu
El terme Gran Creu designa la dignitat, la més elevada de certes decoracions militars o civils, sobretot a:
- l'orde de Sant Lluís.

- l'orde de la Legió d'Honor.
  - Denominacions precedents: Grand aigle o Grand Cordon.

- l'Orde Nacional del Mèrit.

- l'Orde pro merito Melitensi, (orde de Malta).

- l'Orde de l'Imperi Britànic.

- l'Orde de Sant Carles, (principat de Mònaco).
- l'Orde de Grimaldi (principat de Mònaco).

- l'Orde de Leopold II (Bèlgica).

- l'Orde de Guadalupe (Imperi Mexicà).
- l'Orde de l'Àguila Mexicana (Imperi Mexicà).